# 白话文学
白话文学是相对于中国古代文言文书写的作品而言的，是用当时的北方方言为基础的一种书面语形式的文学。
白话文学最初是在唐朝时形成的，主要以当时民间的说唱文学为代表，称之为变文，后来叫做白话。但是这种形式的语体主要流行于民间，对于当时的书面语影响不大。
到了宋朝，发展出话本，到元朝又兴起了杂剧，语言的表现力越来越丰富，代表作品有《窦娥冤》、《西厢记》等。明清以后，四大名著的产生，正式奠定了白话文学的地位。
五四运动时期，白话文运动使白话文学和官话结合，并导致开始使用中華民國國語，也就是现今中华人民共和国的普通话，形成了现代标准汉语。
中国五四文学革命中提倡和创立的新文学。1917年1月，胡适于《新青年》发表《文学改良刍议》，首倡白话文学，主张以白话取代文言，作为正宗的文学语言。2月，陈独秀发表《文学革命论》，提出“三大主义”，进一步涉及文学内容的变革。1918年，胡适在《历史的文学观念论》、《建设的文学革命论》等文中进一步论证白话文学产生的必然性。鲁迅在《渡河与引路》中指出，“倘若思想照旧，便仍然换牌不换货”，强调思想革新在建设白话文学中的重要。五四文学革命最早出现的白话文学作品是《新青年》上发表的白话诗。接着散文和小品文的成功显示出白话文学的威力，证明“旧文学之自认为特长者，白话文学也并非做不到”（鲁迅《小品文的危机》）。经过倡导者们的理论阐述和创作实践，白话文学遂成为中国文学的主体。 